# Battaglia del lago Buir
La battaglia del lago Buir (a volte riportata nella forma battaglia del lago Buyur), fu combattuta tra la dinastia Ming e lo Yuan settentrionale presso il lago Buir nel 1388. L'esercito Ming era guidato dal generale Lan Yu che intraprese la campagna militare contro Tögüs Temür della dinastia Yuan settentrionale. L'esercito Ming sconfisse l'orda Yuan al lago Buir, catturando molti dei mongoli.

## Antefatto
Nel 1387, in una campagna oltre la frontiera settentrionale dell'Impero cinese, i Ming sconfissero Naghachu khan degli Urianhaj e la dinastia Yuan settentrionale in Manciuria, espandendo il loro dominio verso nord-est e puntando così alle terre prospicienti il lago Buir, dominio degli Yuan.

## La battaglia
Nel dicembre 1388, l'imperatore Hongwu (r. 1368–1398) ordinò al generale Lan Yu, già distintosi contro gli Urianhaj, di condurre una campagna contro il khan Tögüs Temür degli Yuan settentrionali al lago Buir, all'odierno confine tra Cina e Mongolia. Lan guidò un esercito Ming di 150 000 soldati nella campagna.
Lan e il suo esercito marciarono attraverso la Grande muraglia fino a Daning e poi a Qingzhou, dove furono informati dalle loro spie che Tögüs Temür era accampato vicino al lago Buir. Lan avanzò allora verso nord attraverso il deserto del Gobi, raggiungendo infine il lago Buir.
Non vedendo traccia dell'orda Yuan quand'era a 40 lǐ (circa 20 km) dal lago Buir, Lan si scoraggiò ma il suo comandante d'avanguardia, il generale Wang Bi (王弼; marchese di Dingyuan), gli ricordò che sarebbe stato sciocco tornare alla capitale con un esercito così grande senza aver ottenuto qualcosa. Alla fine scoprirono che l'orda mongola si trovava a nord-est del lago e le si avvicinarono col favore dell'oscurità e di una tempesta di sabbia. Il 18 maggio, presso il lago Buir, l'esercito Ming lanciò un attacco contro le forze nemiche che furono colte alla sprovvista. La battaglia si concluse con una schiacciante vittoria cinese: i Ming catturarono molti dei soldati Yuan ma Tögüs Temür riuscì a fuggire.

## Conseguenze
L'imperatore Hongwu emise un proclama, lodando Lan Yu e paragonandolo al famoso generale Wei Qing della dinastia Han (206 a.C.-220 d.C.). Lan fu poi creato Duca di Liang (涼國公) con uno stipendio di 3 000 shi e ricevette l'onorifico titolo di Gran Tutore (太傅) per i suoi successi militari. Sei dei suoi subordinati furono nominati marchesi, mentre gli altri ufficiali e soldati ricevettero generose ricompense.
Langlois (1998) ha affermato che i Ming catturarono 100 membri della famiglia di Tögüs Temür (incluso Tianbaonu, suo figlio minore), 3000 principi e i loro subordinati, 77 000 uomini e donne del campo, vari sigilli imperiali d'ufficio e 150 000 animali domestici, ma che Tögüs Temür e suo figlio maggiore Tianbaonu sono fuggiti. Dreyer affermò che i Ming catturarono 3000 notabili, 70 000 mongoli ordinari, molti animali domestici, il principe ereditario dello Yuan settentrionale e suo fratello minore ma che Tögüs Temür riuscì a fuggire. Tsai riporto che i Ming hanno catturato il secondo figlio di Tögüs Temür, il generale Qarajang, centinaia di migliaia di mongoli e il loro bestiame ma che Tögüs Temür e il principe ereditario sono fuggiti.
Nella sua fuga dall'esercito Ming, Tögüs Temür arrivò al fiume Tuul Gol (Tula), ove fu assassinato da khan Yesüder.